# Campionato italiano di ciclismo su strada 1949
Il Campionato italiano di ciclismo su strada 1949, trentanovesima edizione della corsa, si svolse su cinque prove dal 3 aprile al 9 ottobre 1949. La vittoria fu appannaggio di Fausto Coppi, che precedette in classifica Luciano Maggini e Adolfo Leoni.

## Calendario
| Data         | Evento                   | Vincitore        | Squadra   |
| ------------ | ------------------------ | ---------------- | --------- |
| 3 aprile     | Giro del Piemonte (1949) | Adolfo Leoni     | Legnano   |
| 8 maggio     | Giro di Romagna (1949)   | Fausto Coppi     | Bianchi   |
| 19 giugno    | Giro del Lazio (1949)    | Annibale Brasola | Lygie     |
| 11 settembre | Giro del Veneto (1949)   | Fausto Coppi     | Bianchi   |
| 9 ottobre    | Coppa Bernocchi (1949)   | Mario Ricci      | Viscontea |

## Classifica
| Pos. | Corridore          | Squadra          | Punti |
| ---- | ------------------ | ---------------- | ----- |
| 1    | Fausto Coppi       | Bianchi          | 28    |
| 2    | Luciano Maggini    | Wilier Triestina | 20    |
| 3    | Adolfo Leoni       | Legnano          | 18    |
| 4    | Fiorenzo Magni     | Wilier Triestina | 17    |
| 5    | Mario Ricci        | Viscontea        | 16    |
| 6    | Giulio Bresci      | Wilier Triestina | 14    |
| 7    | 5 ciclisti ex æquo | -                | 11    |